# Timandra pusilla
Timandra pusilla är en fjärilsart som beskrevs av Louis Beethoven Prout 1935. Timandra pusilla ingår i släktet Timandra och familjen mätare. Inga underarter finns listade i Catalogue of Life.